# إيفرت هال
إيفرت هال (بالإنجليزية: Everett Hall)‏ هو فيلسوف أمريكي، ولد في 24 أبريل 1901، وتوفي في 17 يونيو 1960.